# Christoffel Hendrik Dijkman
Christoffel Hendrik (Henk) Dijkman (Sint-Maartensdijk, 29 december 1879 - Borgharen, 11 december 1954) was een Nederlands kunstschilder.
Dijkman was grotendeels autodidact. Hij schilderde tussen 1900 en 1925 veel stadsgezichten van Den Haag, Rotterdam, Delft en Rijswijk, maar ook van Amsterdam, Haarlem en Woerden. Verder zijn er uit die periode een aantal havengezichten bekend van Dordrecht, Rotterdam en Scheveningen.

## Werk
Dat Dijkman in het eerste kwart van de twintigste eeuw al geboeid werd door de natuur blijkt uit vele schilderijen van landschappen in het Groene Hart. Dijkman signeerde in deze periode met C. Dijkman respectievelijk C.H. Dijkman en een enkele keer met Dijkman. Toen Dijkman in 1925 zich in Vucht, in de Maasvallei, vestigde om zich geheel aan de schilderkunst te gaan wijden, ging hij zijn tweede voornaam gebruiken; vanaf dat moment liet hij zich 'Henk' noemen. De meeste werken uit de periode 1925-1954 zijn dan ook gesigneerd met Henk Dijkman respectievelijk H. Dijkman en ook af en toe nog weer Dijkman.
In de Maasvallei is Dijkman zeer productief geweest: in de oeuvrecatalogus, waaraan de Stichting Christoffel sinds 1991 bouwt, bevinden zich ruim twaalfhonderd foto’s van stads- en dorpsgezichten en landschappen van Nederlands en Belgisch Limburg. Opvallend is het groeiend aantal stillevens dat boven water komt. Uit de signatuur blijkt dat hij die gedurende zijn hele kunstenaarsbestaan maakte.
De schilderijen van Dijkman zijn wisselend van kwaliteit. Er is duidelijk verschil tussen de werken die hij maakte in zijn vroege periode en die uit de tijd dat hij voor zijn brood schilderde. Toch zijn er ook van na 1925 veel fraaie schilderijen boven water gekomen. Zijn expressieve opzetjes (voorstudies) worden door de kunsthistoricus Ans van Berkum pareltjes genoemd in een zee van door de omgeving (zijn afnemers) gedirigeerde stukken.
Robert van Lit van het Haags Historisch Museum noemt Dijkman ‘een kleine meester’: De schilderijen die ons museum van hem heeft, zijn letterlijk en figuurlijk met verve gemaakt.
Historici in zowel Den Haag als Maastricht en Belgisch Limburg zijn Dijkman dankbaar dat hij zoveel historische, en ook minder pittoreske plekjes, op doek, paneel en papier heeft vastgelegd.
- Biografisch Portaal: 04700762
- International Standard Name Identifier: 0000 0003 8893 5726
- Nederlandse Thesaurus van Auteursnamen: 192641905
- RKD-Nederlands Instituut voor Kunstgeschiedenis: 203303
- Virtual International Authority File: 282178017
- WorldCat: E39PBJv4kXGdQhhwkq3Hp3kxDq